# Анвар Чингизоглу
Анвар Чингизоглу (азер. Ənvər Çingizoğlu; Џебрајиљски рејон, 10. мај 1962 — 10. јул 2022) био је азербејџански писац, етнограф, новинар и етнолог.

## Биографија
Анвар Чингизоглу је рођен 1962. године у Џебрајиљском рејону у Азербејџану. Основну школу завршио је у родном мјесту, а средњу у Бакуу, а журналистику на Факултету политичких наука у Бакуу 1990. Од 1993. до 2014. године је радио на азербејџанској радиотелевизији. 2014. године, постао директор вести и програма Telefilm AzTV.

## Дело
Важнији радови за српску историју су:
1. История селения Моллавеледли и родословное древо его семей. Баку: издание журнала „Сой“, 2004.
2. Гаджилынцы (историко-геналогическое исследование). Баку: издание журнала „Сой“, 2004.
3. История селения Худаярлы, Баку: издание журнала „Сой“, 2001.
4. История селения Сердарлы, Баку: изд-во „Элнур-П“, 2005.
5. Сефыкурдлынцы (историко-геналогическое исследование), Баку: изд-во „Элм“, 2005.
6. Кочевье Карабаха. Баку: изд-во „Шуша“, 2007.
7. Гарадагцы. (историко-этнографическое исследование) Баку: изд-во „Шуша“, 2008. 160 стр.
8. Муганлинцы. (историко-этнографическое исследование) Баку: издание журнала „Сой“, 2008.
9. Бехбудовы (историко-геналогическое исследование). Баку: изд-во „Мутарджим“, 2008.
10. Каджары и селения Каджар (историко-этнографическое исследование). Баку: изд-во „Шуша“, 2008.
11. Афшары. Баку: изд-во „Шуша“, 2008.
12. История селения Мерзили и родословное древо его семей. Баку: изд-во „Адилоглу“, 2009.
13. Карадагское ханство. Баку: изд-во „Мутарджим“, 2011.
14. Ремесло и ремесленники Карабаха. Баку: изд-во „Элм и Тахсил“,2011.
15. Икбал-ус-султане Муртазы-кули-хан Байат. Баку: изд-во „Мутарджим“, 2011.
16. Джафар-кули-хан Сариджали-Джеваншир. Баку: изд-во „Мутарджим“, 2011.
17. Гусейн-кули-хан Кованлу-Каджар. Баку: изд-во „Мутарджим“, 2011.
18. Моральные и материальные культура Аразбара. Баку: изд-во „Мутарджим“, 2011.
19. Род Зулькадар (историко-этнографическое исследование). Баку: изд-во „Восток-Запад“, 2011.
20. Военные деятели Карабаха (1800—1920). Биографический справочник. Баку: изд-во „Текнур“, 2011.
21. Джеваншир-Дизакский магал. Баку: изд-во „Мутарджим“, 2012.
22. Гусейн-кули хан Касимлу-Афшар. Баку: изд-во „Мутарджим“, 2012.
23. Гаджи-Рахим-хан Чалабианлу. Баку: изд-во „Мутарджим“, 2012.
24. Шамшаддилское султанство. Баку: изд-во „Мутарджим“, 2012.
25. Бахарлинцы (историко-этнографическое исследование). Баку: изд-во „Мутарджим“, 2012.
26. Город Шуша. Квартал тебризлинцы (историко-геналогическое исследование). Баку: изд-во «Зардаби ЛТД", 2012.
27. Назар-Али-хан Саруханбейли-Шахсеван. Баку: изд-во „Мутарджим“, 2012.
28. Кочахмадли и кочахмадлинцы. Баку: изд-во „Мутарджим“, 2012.
29. Хосров-бек Султанов. Баку: изд-во „Мутарджим“, 2012.
30. Султановы: Страницы семейных историй. Баку: изд-во „Мутарджим“, 2012.
31. Юристы Карабаха (1822—1922). Баку: изд-во „Мутарджим“, 2012.
32. Источники средневековья о огузо-туркменских племен. Сумгаит: изд-во СГУ,2012.
33. Сарабское ханство. Баку: изд-во „Мутарджим“, 2013.
34. Шамхорский магал. Баку: изд-во „Мутарджим“, 2013.
35. Гаджи Самед-хан Мукаддам. Баку: изд-во „Мутарджим“, 2013.
36. Султанские грамоты о истории Гянджинского-Карабахского эялета (1727—1730). Баку: изд-во „Мутарджим“, 2013.
37. Род Пусиян. Баку: изд-во „Мутарджим“, 2013.
38. Дизак-Джебраильский магал. Баку: изд-во „Мутарджим“, 2013.
39. Аббас Кули-хан Кенгерли. Баку: изд-во „Мутарджим“, 2013.
40. Марагинское ханство. Баку: изд-во „Мутарджим“, 2013.
41. Просвещение в Карабахе (1750—1950). Баку: изд-во „Мутарджим“, 2013.
42. Селение Абдуррахманбейли и родословное древо его родов. Баку: изд-во „Мутарджим“, 2013.
43. Хырдапара-Дизакский магал. Баку: изд-во „Мутарджим“, 2013.
44. Ардебильское ханство. Баку: изд-во „Мутарджим“, 2014.
45. Известные афшары. Баку: изд-во „Мутарджим“, 2014.
46. Фатх Али-хан Арашлы-Афшар. Баку: изд-во „Мутарджим“, 2014.
47. Дипломатия Каджарского Ирана. Баку: изд-во „Мутарджим“, 2014.
48. Тюрки в период Аббасидах. Баку: изд-во „Мутарджим“, 2014.
49. География исторические регионы Азербайджана. Баку: изд-во „Мутарджим“, 2015.
50. Джеванширский род: Сариджалинцы. Баку: изд-во „Мутарджим“, 2015.
51. От афшаридов до каджаров территориальные ханство. Баку: изд-во „Мутарджим“, 2015.
52. Зенджанское ханство. Баку: изд-во „Мутарджим“, 2015.
53. Мосулские атабекство – основанных афшарскими племен. Баку: изд-во „Мутарджим“, 2015.
54. Демирчигасанлинский магал. Баку: изд-во „Мутарджим“, 2015.